# Способи транспортування газу
Способи транспортування газу — включає основні способи переміщення газу в зрідженому (LNG) і газоподібному стані (стисненому (CNG) і нестисненому). Зазначені способи транспортування таких газів істотно різняться один від одного.
Зріджені вуглеводневі гази, що являють собою суміш вуглеводнів (пропану, бутану, ізобутану), відрізняються тим, що при порівняно невеликому тиску і нормальній температурі їх можна транспортувати та зберігати в рідкому стані. Такий газ займає об'єм приблизно 1/250 свого початкового об'єму, що створює передумови для його постачання споживачам усіма видами транспорту, включаючи трубопровідний. Завдяки тому, що зріджені гази мають властивість з рідкої фази знову перетворюватися в газ при нормальному тиску, що відповідає умовам їх застосування як сировини (у хімічній промисловості) або палива при спалюванні (у побуті, промисловості та автотранспорті), широко практикується доставка зріджених газів у балонах та інших місткостях, які транспортуються різними видами транспорту — залізничним, автомобільним, водним, рідше авіаційним. У місці доставки балони і місткості транспортують за допомогою розподільних мереж.
На відміну від зрідженого вуглеводневого газу, природний газ, який зберігає свої властивості при температурах вище нуля і
різних тисках, транспортується в даний період переважно магістральними газопроводами і розподільними газовими мережами, а при
низьких температурах — і морським транспортом.